# صبح روز بعد
صبح روز بعد فیلمی به کارگردانی و نویسندگی کیومرث پوراحمد محصول سال ۱۳۷۱ است. این فیلم بر اساس داستانی از مجموعه قصه‌های مجید، نوشته هوشنگ مرادی کرمانی ساخته شده است.
این فیلم شامل سه اپیزود جدول ضرب، تشویق و آقای ناظم است.

## بازیگران
- مهدی باقربیگی
- پروین دخت یزدانیان
- محمدعلی میانداری
- جمشید صدری
- جهانبخش سلطانی
- مرتضی حسینی
- محمدعلی شاهمرادی
- رضا صدقی پور
- رضا حسینزاده
- افشین زرافشانی
- اصغر خسروی
- حسن سراییان